# Rudolf Hafner
Rudolf Hafner, né le 27 décembre 1951 à Balsthal,  est une personnalité politique suisse  membre de la Liste libre puis des Vert'libéraux.

## Biographie
Après des études en économie, il devient en 1980 vérificateur des comptes au Département des finances du canton de Berne. 
Le 22 août 1984, il transmet au Grand conseil bernois des documents accusant le gouvernement bernois de financer illégalement des campagnes électorales de comités pro-bernois et de l’Union démocratique du centre dans le Jura bernois et le Laufonnais dans le contexte de la Question jurassienne et demande la création d’une commission d’enquête. Celle-ci conclut un an plus tard au bien-fondé de l’essentiel des accusations de Rudolf Hafner.
Initialement accusé de violation du secret de fonction, Rudolf Hafner est finalement blanchi et indemnisé pour la procédure lancée contre lui le 1er novembre 1985. Il lance alors de nouvelles accusations contestant les déclarations selon lesquelles les membres du gouvernement bernois n’auraient pas détourné dans leur intérêt personnel. Mis sur la sellette, les conseillers exécutifs Hans Krähenbühl (radical) et Werner Martignoni (UDC) annoncent le 11 novembre 1985 qu’ils ne se représenteront plus. Les élections suivantes donnent pour la première fois un gouvernement cantonal avec une majorité de gauche, incluant le parti socialiste et la Liste libre. Les révélations de Rudolf Hafner provoquent également une relance de la Question jurassienne, le gouvernement jurassien estimant que les malversations financières bernoises avaient entachés la régularité des scrutins organisés précédemment.
Par la suite, Rudolf Hafner est élu au parlement du canton de Berne aux élections d'avril 1986 comme candidat de la Liste libre. En octobre 1987, il est élu au Conseil national où il siégera jusqu’en 1994 dans le groupe écologiste. Il est ensuite élu au parlement cantonal du canton de Soleure sur la liste des Vert'libéraux en 2013.